# Szilárd Kun
Szilárd Kun (n. 23 martie 1935, Budapesta, Regatul Ungariei – d. 2 septembrie 1987, Budapesta, Republica Populară Ungară) a fost un trăgător de tir ce a reprezentat Ungaria, medaliat olimpic. A participat la 5 ediții ale Jocurilor Olimpice (1952, 1956, 1964, 1968, 1972) în care a câștigat o medalie de argint.